# Liste des monuments historiques de Molsheim
Ce tableau présente la liste de tous les monuments historiques de Molsheim (Bas-Rhin), classés ou inscrits.

## Monuments historiques
Selon la base Mérimée, il y a 16 monuments historiques à Molsheim, inscrits ou classés.
| Monument                                                            | Adresse                          | Coordonnées                      | Notice         | Protection | Date | Illustration                                                       |
| ------------------------------------------------------------------- | -------------------------------- | -------------------------------- | -------------- | ---------- | ---- | ------------------------------------------------------------------ |
| Couvent d'Augustines Notre-Dame église/chapelle                     | Avenue de la Gare Rue Notre-Dame | 48° 32′ 26″ nord, 7° 29′ 40″ est | « PA67000056 » | Inscrit    | 2002 | Couvent d'Augustines Notre-Dameéglise/chapelle                     |
| Metzig boucheries                                                   | Place de l'Hôtel-de-ville        | 48° 32′ 30″ nord, 7° 29′ 33″ est | « PA00084794 » | Classé     | 1920 | Metzigboucheries                                                   |
| Cour d'Altorf porte d'entrée, porte de l'ancienne chapelle, portail | 16, rue Lieberman                | 48° 32′ 28″ nord, 7° 29′ 23″ est | « PA00084795 » | Inscrit    | 1930 | Cour d'Altorfporte d'entrée, porte de l'ancienne chapelle, portail |
| Chartreuse de Molsheim vestiges, sols                               | Cour des Chartreux               | 48° 32′ 35″ nord, 7° 29′ 25″ est | « PA00084796 » | Classé     | 1998 | Chartreuse de Molsheimvestiges, sols                               |
| Grande croix de cimetière croix                                     |                                  | 48° 32′ 21″ nord, 7° 30′ 05″ est | « PA00084797 » | Inscrit    | 1930 | Grande croix de cimetièrecroix                                     |
| Dompeter cimetière, enceinte, tilleul                               | Dompeter-Kirche                  | 48° 33′ 24″ nord, 7° 30′ 19″ est | « PA00084594 » | Inscrit    | 1930 | Dompetercimetière, enceinte, tilleul                               |
| Église des Jésuites église                                          |                                  | 48° 32′ 25″ nord, 7° 29′ 45″ est | « PA00084798 » | Classé     | 1939 | Église des Jésuiteséglise                                          |
| Mont des Oliviers mont des Oliviers                                 | Place de l'Église                | 48° 32′ 26″ nord, 7° 29′ 48″ est | « PA00084799 » | Inscrit    | 1929 | Mont des Oliviersmont des Oliviers                                 |
| Maison façades, toiture                                             | 5 rue de l'Église                | 48° 32′ 29″ nord, 7° 29′ 35″ est | « PA00084800 » | Inscrit    | 1930 | Maisonfaçades, toiture                                             |
| Maison maison                                                       | 16 rue Jenner                    | 48° 32′ 32″ nord, 7° 29′ 27″ est | « PA00084801 » | Inscrit    | 1929 | Maisonmaison                                                       |
| Maison maison                                                       | 20 rue Jenner                    | 48° 32′ 33″ nord, 7° 29′ 26″ est | « PA00084802 » | Inscrit    | 1929 | Maisonmaison                                                       |
| Maison façades, toitures                                            | 14 rue de Saverne                | 48° 32′ 36″ nord, 7° 29′ 33″ est | « PA00084803 » | Inscrit    | 1929 | Maisonfaçades, toitures                                            |
| Maison façade, toiture                                              | 9 rue de Strasbourg              | 48° 32′ 27″ nord, 7° 29′ 32″ est | « PA00084804 » | Inscrit    | 1929 | Maisonfaçade, toiture                                              |
| Maison façade, toiture sur rue, porte Renaissance                   | 15 rue de Strasbourg             | 48° 32′ 28″ nord, 7° 29′ 32″ est | « PA00084805 » | Inscrit    | 1929 | Maisonfaçade, toiture sur rue, porte Renaissance                   |
| Enceinte médiévale enceinte                                         |                                  | 48° 32′ 26″ nord, 7° 29′ 25″ est | « PA00084806 » | Inscrit    | 1989 | Enceinte médiévaleenceinte                                         |
| Porte des Forgerons tour, deux corps de garde                       | Rue Notre-Dame                   | 48° 32′ 25″ nord, 7° 29′ 32″ est | « PA00084807 » | Inscrit    | 1929 | Porte des Forgeronstour, deux corps de garde                       |

## Mobiliers historiques
Selon la base Palissy, il y a 36 objets monuments historiques à Molsheim.
| Monument historique                                                                                 | Localisation | Protection | Date de la protection | Référence            | Photo |
| --------------------------------------------------------------------------------------------------- | --- | ---------- | --------------------- | -------------------- | ----- |
| statue : Immaculée Conception                                                                       | ancienne abbaye de chartreux                                                                                       | classé     | 1985                  | Notice no PM67000174 |       |
| statue : Saint-Jean-Baptiste                                                                        | ancienne abbaye de chartreux                                                                                       | classé     | 1985                  | Notice no PM67000173 |       |
| 2 statues : lions                                                                                   | ancienne abbaye de chartreux                                                                                       | classé     | 1985                  | Notice no PM67000172 |       |
| mécanisme d'horloge : mécanisme de l'horloge d'édifice de l'ancienne église Saint-Georges           | ancienne abbaye de chartreux                                                                                       | inscrit    | 2002                  | Notice no PM67001663 |       |
| mécanisme d'horloge : mécanisme à jaquemart de l'horloge astronomique de la Metzig                  | ancienne abbaye de chartreux                                                                                       | inscrit    | 2002                  | Notice no PM67001662 |       |
| orgue de tribune : partie instrumentale de l'orgue                                                  | ancienne église du collège des Jésuites, actuellement église paroissiale catholique Saint-Georges et de la Trinité | classé     | 2002                  | Notice no PM67001056 |       |
| orgue de tribune                                                                                    | ancienne église du collège des Jésuites, actuellement église paroissiale catholique Saint-Georges et de la Trinité | classé     | 1977                  | Notice no PM67001055 |       |
| orgue de tribune : buffet d'orgue                                                                   | ancienne église du collège des Jésuites, actuellement église paroissiale catholique Saint-Georges et de la Trinité | classé     | 1977                  | Notice no PM67000181 |       |
| reliquaire (du relique du crâne de Saint-Materne)                                                   | ancienne église du collège des Jésuites, actuellement église paroissiale catholique Saint-Georges et de la Trinité | classé     | 1995                  | Notice no PM67000759 |       |
| statue : Saint-Joseph à l'Enfant                                                                    | ancienne église du collège des Jésuites, actuellement église paroissiale catholique Saint-Georges et de la Trinité | inscrit    | 1993                  | Notice no PM67001665 |       |
| relief : Baptême du Christ                                                                          | ancienne église du collège des Jésuites, actuellement église paroissiale catholique Saint-Georges et de la Trinité | inscrit    | 1993                  | Notice no PM67001664 |       |
| statue et son socle : Vierge de l'Immaculée Conception                                              | ancienne église du collège des Jésuites, actuellement église paroissiale catholique Saint-Georges et de la Trinité | classé     | 2004                  | Notice no PM67000925 |       |
| statue et son socle : Vierge à l'Enfant                                                             | ancienne église du collège des Jésuites, actuellement église paroissiale catholique Saint-Georges et de la Trinité | classé     | 2004                  | Notice no PM67000924 |       |
| statue de procession : Vierge à l'Enfant                                                            | ancienne église du collège des Jésuites, actuellement église paroissiale catholique Saint-Georges et de la Trinité | classé     | 1995                  | Notice no PM67000758 |       |
| autel, retable, groupe sculpté : Vierge de Pitié                                                    | ancienne église du collège des Jésuites, actuellement église paroissiale catholique Saint-Georges et de la Trinité | classé     | 1991                  | Notice no PM67000534 |       |
| autel, retable : le Baptême du Christ, la Sainte Famille                                            | ancienne église du collège des Jésuites, actuellement église paroissiale catholique Saint-Georges et de la Trinité | classé     | 1991                  | Notice no PM67000533 |       |
| autel, retable, tableau (autel secondaire) : Vierge à l'Enfant, arrivée de la Croix à Niedermunster | ancienne église du collège des Jésuites, actuellement église paroissiale catholique Saint-Georges et de la Trinité | classé     | 1991                  | Notice no PM67000532 |       |
| autel, retable, statue : Saint-Ignace de Loyola                                                     | ancienne église du collège des Jésuites, actuellement église paroissiale catholique Saint-Georges et de la Trinité | classé     | 1991                  | Notice no PM67000531 |       |
| croix : Christ en croix                                                                             | ancienne église du collège des Jésuites, actuellement église paroissiale catholique Saint-Georges et de la Trinité | classé     | 1979                  | Notice no PM67000179 |       |
| monument sépulcral (gisant) : de Jean Ier de Dirpheim, 70e évêque de Strasbourg                     | ancienne église du collège des Jésuites, actuellement église paroissiale catholique Saint-Georges et de la Trinité | classé     | 1982                  | Notice no PM67000178 |       |
| groupe sculpté : Christ en croix entre la Vierge et Saint-Jean (Le)                                 | ancienne église du collège des Jésuites, actuellement église paroissiale catholique Saint-Georges et de la Trinité | classé     | 1995                  | Notice no PM67000757 |       |
| statue : Saint-Érasme                                                                               | ancienne église du collège des Jésuites, actuellement église paroissiale catholique Saint-Georges et de la Trinité | classé     | 1995                  | Notice no PM67000756 |       |
| statue : Sainte-Apolline                                                                            | ancienne église du collège des Jésuites, actuellement église paroissiale catholique Saint-Georges et de la Trinité | classé     | 1995                  | Notice no PM67000755 |       |
| statue : Vierge à l'Enfant                                                                          | ancienne église du collège des Jésuites, actuellement église paroissiale catholique Saint-Georges et de la Trinité | classé     | 1995                  | Notice no PM67000754 |       |
| bancs de fidèles (2)                                                                                | ancienne église du collège des Jésuites, actuellement église paroissiale catholique Saint-Georges et de la Trinité | classé     | 1995                  | Notice no PM67000753 |       |
| chaire à prêcher                                                                                    | ancienne église du collège des Jésuites, actuellement église paroissiale catholique Saint-Georges et de la Trinité | classé     | 1995                  | Notice no PM67000752 |       |
| fonts baptismaux                                                                                    | ancienne église du collège des Jésuites, actuellement église paroissiale catholique Saint-Georges et de la Trinité | classé     | 1995                  | Notice no PM67000751 |       |
| deux statues : Anges porte-cierge                                                                   | église Saint-Pierre dite Dompeter                                                                                  | inscrit    | 1977                  | Notice no PM67001667 |       |
| buste reliquaire et socle : Sainte-Pétronille                                                       | église Saint-Pierre dite Dompeter                                                                                  | inscrit    | 1977                  | Notice no PM67001666 |       |
| plaque votive                                                                                       | musée Henri Gerlinger                                                                                              | classé     | 1985                  | Notice no PM67000182 |       |
| cloche                                                                                              | ouvrage fortifié : tour des forgerons                                                                              | classé     | 1982                  | Notice no PM67000180 |       |
| verrière dit vitrail suisse (D1) : vitrail héraldique de Nicolas Geyer                              | Société d'Histoire et d'Archéologie de Molsheim et Environs                                                        | classé     | 2004                  | Notice no PM67000964 |       |
| verrière dit vitrail suisse (A2) : Crucifixion                                                      | Société d'Histoire et d'Archéologie de Molsheim et Environs                                                        | classé     | 2004                  | Notice no PM67000965 |       |
| quatre tableaux avec cadres : Saint-Ambroise, Saint-Augustin, Saint-Grégoire, Saint-Jérôme          | Société d'Histoire et d'Archéologie de Molsheim et Environs                                                        | classé     | 2004                  | Notice no PM67000939 |       |
| tableau et son cadre : La chartreuse de Molsheim en 1744                                            | Société d'Histoire et d'Archéologie de Molsheim et Environs                                                        | classé     | 2004                  | Notice no PM67000938 |       |
| poêle de chauffage de milieu à colonne                                                              | Société d'Histoire et d'Archéologie de Molsheim et Environs                                                        | classé     | 2004                  | Notice no PM67000937 |       |